# Ángel Zaldívar
Pour les articles homonymes, voir Zaldívar.
 Ángel Zaldívar Caviedes, né le 8 février 1994 à Guadalajara, est un footballeur international mexicain qui évolue au poste d'attaquant au FC Juárez.

## Carrière

### Guadalajara
Le 28 juillet 2013, Zaldívar fait ses débuts lors d'un match à domicile contre Querétaro. Il marque son premier but en championnat lors d'un match contre Chiapas, lors duquel l'équipe arrache le match nul 1–1 à la dernière minute.

### Deportivo Tepic(prêt)
Le 1er janvier 2015, Zaldívar est prêté au Deportivo Tepic pour gagner du temps de jeu et de l'expérience.

### Retour à Guadalajara
À son retour à Guadalajara, il marque ses premier et deuxième buts en championnat contre Pachuca, match qui se termine sur un score de 4–4.
Le 21 août 2016, il inscrit son deuxième doublé en championnat, contre l'Atlas de Guadalajara (score : 2-2).
Par la suite, le 26 avril 2018, il remporte la Ligue des champions de la CONCACAF, en s'imposant en finale face au club canadien du Toronto FC, après une séance de tirs au but.
Il inscrit son troisième doublé dans le championnat du Mexique le 5 août 2018, sur la pelouse du Deportivo Toluca (score : 2-2).
En décembre 2018, il participe à la Coupe du monde des clubs. À cette occasion, il inscrit un but contre l'équipe japonaise des Kashima Antlers.

### Sélection mexicaine
En 2015, il participe au Festival international espoirs – Tournoi Maurice-Revello avec l'Équipe du Mexique olympique de football, qui se déroule en Provence-Alpes-Côte d'Azur. Le Mexique termine cinquième du tournoi.
Le 3 septembre 2016, il figure pour la première fois sur le banc des remplaçants de l'équipe du Mexique, lors d'une rencontre face au Salvador (victoire 1-3). Il fait ses débuts officiels en équipe nationale quatre jours plus tard, contre le Honduras, où il se voit propulsé directement titulaire (score : 0-0).
Il doit ensuite attendre le mois de septembre 2018 pour retrouver la sélection. Il dispute cinq matchs en fin d'année 2018 avec la sélection mexicaine, avec notamment une victoire contre le Costa Rica.

## Palmarès

### En club
- Guadalajara
  - Vainqueur du Tournoi Clausura en 2017.
  - Vainqueur de la Ligue des champions de la CONCACAF en 2018.